# Mega Man X4
Mega Man X4 é o quarto jogo da franquia Mega Man X. Foi originalmente lançado em 1º de agosto de 1997 para o Sega Saturn e PlayStation. A versão para PC foi lançada em 1998, e é compatível com Windows 95 ou superior. Apenas a versão para Sega Saturn contém o jogo completo, da forma como originalmente foi criado. Foi relançado em 10 de janeiro de 2006 como parte do jogo Mega Man X Collection para GameCube e Playstation 2.

## História
No ano 21XX, dois grandes exércitos Reploids existem para combater os Mavericks: Os Maverick Hunters e a Repliforce. As duas organizações colaboraram em várias ocasiões, e durante este tempo, Zero fez amizade com Colonel e Iris (irmã mais nova de Colonel).
Em um dia, a cidade flutuante Sky Lagoon foi atacada por Mavericks, que sabotaram seu gerador de energia, fazendo-a cair sobre a cidade abaixo, matando milhares de pessoas. Como a Repliforce estava presente na área, os Maverick Hunters acabaram desconfiando de uma possível aliança da Repliforce com seus inimigos, os Mavericks, algo que acaba se concretizando. Durante suas investigações na área da tragédia, X e Zero encontram Colonel e o interrogam, por sua vez ele nega as acusações desse possível ataque dizendo que só estava presente na área para salvar sua irmã. Logo após o incidente e as acusações, General realiza um pronunciamento alegando que a Repliforce prega a paz e união entre humanos e Reploids e jamais se aliaria aos inimigos, algo que é dado como mentira pelos Mavericks Hunters e dias depois a Repliforce declara-se aliada aos Mavericks e uma gigantesca guerra tem início entre os Mavericks Hunters e os Mavericks unidos com a Repliforce que gera inúmeras reviravoltas e a descoberta do retorno e envolvimento de Sigma novamente.

## Personagens
- Mega Man X - Dublado por Kentaro Ito (Japão) e Ruth Shiraishi (EUA);
- Double/Jello Man - Dublado por Yasumori Matsumoto (Japão);
- Zero - Dublado por Ryoutarou Okiayu (Japão) e Wayne Dozier (EUA);
- Iris - Dublada por Yūko Mizutani (Japão) e Michelle Gazepis (EUA);
- Mavericks;
- Colonel - Dublado por Jin Yamanoi (Japão) e Matthew Meersbergen (EUA);
- General - Dublado por Ryuzaburo Ohtomo (Japão) e Mark Hagan (EUA);
- Sigma - Dublado por Mugihito (Japão) e Charlie Fontana (EUA).

## Jogabilidade
No início do jogo, o jogador escolhe entre X e Zero. Ambos cruzam as mesmas fases, mas operam diferentemente e enfrentam diferentes desafios. Têm que desviar de múltiplos obstáculos como detritos caindo, espinhos e destruir robôs inimigos se quiserem chegar ao fim das fases.
X utiliza seu tradicional X-Buster, usado para ataques à distância. Pode ser carregado para disparar tiros mais poderosos. Ele pode executar dashs (corridas) para se mover mais rápido, ou também pular o mais alto que pode para conseguir alcançar lugares difíceis. Quando derrota um dos Mavericks ganha a sua respectiva arma que dispara um tiro similar. Porém, tem munição limitada, que é mostrada numa barra de energia ao lado do nível de saúde. Em algumas fases, ele encontra cápsulas que contêm peças de armadura que aumentam suas habilidades. Zero utiliza seu Z-Saber, sendo este mais orientado corpo a corpo. Apesar de sofrer mais danos que X, o poder e a mira de seu Z-Saber compensam. Nem todas as técnicas são baseadas em armas, mas são aprendidas a partir dos chefes, como as que aumentam seu movimento (como o dash em pleno ar ou o pulo duplo). Dos outros, ele ganha técnicas de batalha.

## Novidades
- O jogador joga com X ou Zero, e segue as ações daquele personagem durante o jogo. Alguns fatos mudam de acordo com o personagem escolhido (por exemplo, X deve lutar contra o Colonel após derrotar os quatro primeiros Mavericks, mas Zero faz o combate em cenas animadas).
- Há apenas 2 E-Tanks a encontrar, mas enchem com mais energia do que antes. Também podem ser enchidos sem a necessidade de estar com a barra de energia do personagem cheia.
- 2 novos tanques foram adicionados: um W-Tank que enche todas as munições das armas e um EX-Tank que acrescenta duas vidas ao iniciar o jogo.
- Este é o segundo jogo a usar vídeos de cenas de intervalo em estilo anime. As versões japonesa e europeia para Playstation/Sega Saturn do Mega Man X3 foram as primeiras a fazê-lo, mas as cenas não foram tão integradas à história como em Mega Man X4.
- Este é o primeiro jogo da série X em que há uma voz dizendo o nome do Maverick na sua abertura antes de iniciar a fase, e também onde os personagens dialogam com os chefes antes do início da batalha.

## Membros da Repliforce e Mavericks
| Nome em inglês                    | Nome em japonês | Estágio        | História | Arma/técnica ganha         | Fraqueza                    |
| --------------------------------- | --------------- | -------------- | --- | -------------------------- | --------------------------- |
| Magma Dragoon (Dragão de Magma)   | Magmard Dragoon | Volcano        | Antigo membro da 14ª Unidade de Combate Garra, ele traiu os Maverick Hunters, tornando-se um Maverick, tudo por uma chance de duelar com X e Zero. | Rising Fire / Ryuenjin     | Double Cyclone / Raijingeki |
| Frost Walrus (Morsa Congelada)    | Frost Kibatodos | Snow Base      | De temperamento ruim e turbulento, seu comportamento destrutivo foi o que marcou para sua classificação como um Maverick, mas ele evitou isto juntando-se a Repliforce. Quando o golpe começou, ele ficou satisfeito. Para ele, era uma desculpa perfeita para o motim, tanto quanto ele gostava. Walrus foi mandado para a base secreta de neve da Repliforce e foi encarregado de guardar a nova arma em construção.                                                                  | Frost Tower / Hyouretsuzan | Rising Fire / Ryuenjin      |
| Jet Stingray (Arraia a Jato)      | Jet Stingren    | Marine Base    | Dedicado à sua carreira militar, ele trilhou seu caminho para subir na hierarquia e conseguiu uma grande patente na marinha da Repliforce. Ele tinha grande respeito por General e Colonel, então, quando General anunciou seu golpe para a independência Reploid, não havia nenhuma dúvida para onde sua lealdade o levaria. Quando o golpe começou, como diversão, ele atacou uma estação de energia subterrânea de uma cidade criando o caos para atrair os Maverick Hunters.        | Ground Hunter / Hienkyaku  | Frost Tower / Hyouretsuzan  |
| Slash Beast (Fera Cortante)       | Slash Beastleo  | Military Train | Alistou-se na Repliforce apenas para exercitar livremente suas habilidades de combate, mas apesar desta atitude ele mostrou grande coragem em batalha, não temendo ninguém. Durante o golpe, Slash Beast foi encarregado de guardar um trem de suprimentos militar da Repliforce. | Twin Slasher / Shippuga    | Ground Hunter / Raijingeki  |
| Web Spider (Aranha Teia)          | Web Spidus      | Jungle         | Antes de sua carreira militar com a Repliforce, ele era um Maverick Hunter, pertencente à Unidade Especial 0. Quando a Repliforce começou sua guerra de independência, foi mandado para base da selva e ficou encarregado de guardar um poderoso canhão de raios ali escondido. | Lightning Web / Raijingeki | Twin Slasher / Z-saber      |
| Split Mushroom (Cogumelo Divisor) | Sprit Mushroom  | Bio Laboratory | Ele já foi encarregado das operações em um Bio-Laboratório, mas quando o laboratório foi desativado ele foi descartado. Mushroom foi posteriormente reativado por alguém (supostamente Sigma) e se tornou um Maverick. Ele reativou as operações do Bio-Laboratório, fortificou-o, atacando qualquer invasor para se divertir e agir como uma distração para chamar a atenção dos Maverick Hunters. Ele, aparentemente, recebeu ordens de desafiar e testar as habilidades de X e Zero. | Soul Body / Kuuenbu        | Lightning Web / Raijingeki  |
| Cyber Peacock (Pavão Cibernético) | Cyber Kujacker  | Cyberspace     | Ele era originalmente uma IA que protegia a rede de hackers antes de ser corrompido por Sigma. Ele então começa a corromper a rede e a si mesmo para chamar a atenção dos Maverick Hunters, pois como Split Mushroom, foi dada a ele a tarefa de testar as habilidades de X e Zero, através de uma série de testes e exercícios de treinamento. | Aiming Laser / Rakuhouha   | Soul Body / Ryuenjin        |
| Storm Owl (Coruja da Tempestade)  | Storm Fukurowl  | Air Forces     | Um dos generais mais engenhosos da Repliforce, Storm Owl considerava toda a equipe como uma família. Ele ficou extremamente ressentido quando ele e seus colegas foram taxados como Mavericks pelos caçadores. Após o golpe da Repliforce começar, ele lançou uma brigada aérea para desviar a atenção dos Maverick Hunters. | Double Cyclone / Tenkuuha  | Aiming Laser / Rakuhouha    |

## Chefes finais
- Colonel
- Double (caso esteja jogando com X)
- Iris (caso esteja jogando com Zero)
- General
- Sigma na forma de morte
- Sigma
- Sigma Cabeça assustadora e Sigma robô (ambos são confrontados no mesmo instante).

## Peças

### X
Fourth ou Nova Armor
Braços
- Encontrados na fase do Storm Owl, vêm em dois tipos: Stock Charge (faz os braços do X terem uma coloração azul e cinza claro que essa coloração combina com o resto da armadura) e Plasma Charge (que faz os braços do X terem uma coloração vermelho e preto que não combina com o resto da armadura). Stock Charge: Permite a você guardar até quatro tiros carregados e atirá-los continuamente. Plasma Charge: Permite lançar uma destrutiva esfera de energia que causa danos até nos mais fortes inimigos, e também deixa rastros de plasma que causam danos adicionais por um bom tempo. Plasma Charge é o preferido entre os jogadores. Ambas permitem a ele carregar as armas.

Cabeça
- Encontrado na fase do Cyber Peacock, no 3º teste da Area 1, é necessário conseguir Rank S para, como prêmio, a cápsula aparecer; a cabeça permite que você não gaste as armas (não-carregadas), somente quando carregadas elas gastam energia.

Corpo
- Encontrado na fase do Magma Dragoon, esta armadura reduz os danos enquanto constrói energia para o ataque Nova Strike (às vezes referido como Giga Attack), que é recarregado enquanto X é danificado.

Pernas
- Encontradas na fase do Web Spider (logo no começo da Area 1, encontre uma escada e desça conforme o caminho padrão e vá para a direita que você encontra a cápsula), as pernas permitem-o executar duas funções:
- Air Dash: X pode executar o dash em pleno ar. Útil para alcançar lugares altos ou para escapadas rápidas.
- Flutuação: Pressionando o botão de pulo enquanto no ar, X flutuará. Sem mover-se, a flutuação manterá-se por 5 segundos. Você pode mover-se para frente ou para trás, mas com isso, o movimento só durará 2 segundos. Às vezes, é útil para desviar-se de tiros adversários.

### Ultimate Armor
- A Ultimate Armor é uma armadura secreta que só pode ser utilizada ao digitar um código secreto na tela de seleção de personagem. Ela tem todas as características presentes na Fourth Armor, apenas com duas diferenças: o Nova Strike da Ultimate Armor é infinito e não há nenhum aumento de defesa nessa armadura. Para o PlayStation, o código é: círculo (2x), esquerda (6x) segurar L1 e R2 e pressionar Start com Mega Man X selecionado. Para o Saturn, o código é: B, B, esquerda (6x), segurar L e R e pressionar Start com Mega Man X selecionado. Na versão para PC, simplesmente pressione Seta para baixo e Enter ao mesmo tempo. Se X aparecer na fase inicial com as partes azul claro de sua armadura roxas, o código funcionou. Depois disso, pegue qualquer upgrade de armadura em uma das cápsulas para ativar a Ultimate Armor.

### Zero
Black Armor
- Assim como a Ultimate Armor, a Black Armor precisa de um código secreto. Na versão para Playstation, o código é: Mantenha R1 pressionado enquanto pressiona direita 6 vezes. Então solte R1, depois segure círculo enquanto aperta Start com Zero selecionado. Na versão para Saturn, o código é: Mantenha R pressionado enquanto pressiona direita 6 vezes. Solte R então segure o B enquanto pressiona Start. Na versão para PC, apenas segure cima e aperte Enter. Esta armadura, ao contrário da Ultimate Armor, não possui nenhum benefício, sendo apenas uma mudança estética. Parece uma referência ao falso Zero que foi destruído no Mega Man X2.

## Veículos e Ride-Armors
- Eagle Armor

Encontrada na fase de Storm Owl, esta armadura azul pode flutuar infinitamente, mas toda vez que é atingida, sua altitude cai. Tem mísseis e um canhão que dispara poderosos tiros teleguiados quando carregada e pode dar air-dashes.
- Raiden Armor

Encontrada nas fases do Slash Beast e do Magma Dragoon, esta armadura vermelha foi designada para combate mano a mano, que pode também destruir rochas ou mesmo carros-trem. É também à prova de lava, o que permite levá-lo direto à luta contra o Dragoon.
- Jet Bike

Encontrada na fase do Jet Stingray, esta moto alcança altas velocidades além de atirar em inimigos. Pode também dar poderosos air-dashes que destroem os inimigos quando eles batem na frente da moto no seu período de execução.

## Itens
- Energy Capsule e Energy Weapons

Distribuídas em dois níveis, essas cápsulas recarregam sua energia ou arsenal e também são armazenadas nos E e W-Tanks para uso futuro.
- Energy Charge

Recarregam sua energia até a capacidade total, por menor que a sua energia atual seja.
- E-Tank ou Sub-Tank

Guardam energia extra para quando for preciso. São dois ao todo. Usam 16 cápsulas de qualquer tamanho para encher completamente cada tanque. Ao contrário dos outros jogos, você não precisa necessariamente estar com a energia total para enchê-los, o que é bem mais cômodo.
- W-Tank

Reenche a energia de todas as suas armas, e deve ser enchida com cápsulas que recarregam as armas dos chefes.
- Heart-Tank

Dão ao seu personagem mais energia, daí ele pode suportar mais dano. São 8 ao todo, um em cada fase.
- 1-Up e o EX-Tank

Esses itens em forma de capacete dão uma vida extra ao jogador. O EX-Tank aumenta o número normal de vidas de 3 para 5.